# Bombycomorpha
Bombycomorpha is een geslacht van vlinders van de familie spinners (Lasiocampidae).

## Soorten
- B. bifascia (Walker, 1855)
- B. dukei Joannou & Gurkovich, 2009
- B. pallida Distant, 1897